# Tinaco (plaats)
Tinaco is een plaats in de Venezolaanse staat Cojedes en is de hoofdplaats van de gelijknamige gemeente. 